# Tour du Sud-Est
Tour du Sud-Est var ett franskt etapplopp i landsvägscykling som avhölls i regionen Provence-Alpes-Côte d'Azur från 1919 till 1965. Utöver Tour du Sud-Est kallades loppet "Circuit de Provence" (1919–1920), "Circuit du Byrrh" (1927–1929), "Tour des Provinces du Sud-Est" (1955–1957 efter en sammanslagning med Circuit des six Provinces)" och "Circuit du Provençal" (1964–1965 efter att ha slagits samman med Tour du Var). 1983 återuppstod loppet med en sista upplaga som ersättning för Tour de Corse.
Upplagan 1965 ingick i Super Prestige Pernod.

## Podieplaceringar
| År                                 | Vinnare             | Tvåa                          | Trea                                  |
| Circuit de Provence                |                     |                               |                                       |
| 1919                               | Alfred Steux        | Gustave Ganay                 | Émile Lejeune                         |
| 1920                               | Francis Pélissier   | Henri Ferrara                 | Marcel Godard                         |
| 1921-1923                          | ej avhållet         | ej avhållet                   | ej avhållet                           |
| Tour du Sud-Est                    |                     |                               |                                       |
| 1924                               | Alfredo Binda       | Blaise Ameduri                | Joseph Curtel                         |
| 1925                               | André Villevieille  | Jean Barthélémy               | Benoit Faure                          |
| 1926                               | José Pelletier      | Paul Tramier                  | Jean Hillarion                        |
| Tour du Sud-Est - Circuit du Byrrh |                     |                               |                                       |
| 1927                               | Marcel Maurel       | François Menta                | Serge Bellagamba                      |
| 1928                               | François Menta      | Benoît Faure                  | Antoine Ciccione                      |
| 1929                               | Georges Cuvelier    | Louis Bajard                  | Gaspard Rinaldi                       |
| Tour du Sud-Est                    |                     |                               |                                       |
| 1938                               | Oreste Bernardoni   | Louis Aimar                   | Dante Gianello                        |
| 1939                               | Nello Troggi        | Fermo Camellini               | Dante Gianello                        |
| 1940-1949                          | ej avhållet         | ej avhållet                   | ej avhållet                           |
| 1950                               | Marius Bonnet       | Antonin Canavèse Emile Rol    |                                       |
| 1951                               | Robert Bonnaventure | Jean Robic Lucien Lazarides   |                                       |
| 1952                               | Bernard Gauthier    | Gilbert Bauvin                | Michel Llorca René Genin Esprit Maria |
| 1953                               | Roger Hassenforder  | Antonin Rolland Nello Lauredi |                                       |
| 1954                               | Jean Dacquay        | Francis Siguenza              | Pierre Molineris                      |
| Tour des Provinces du Sud-Est      |                     |                               |                                       |
| 1955                               | Charly Gaul         | René Privat                   | Alfred De Bruyne                      |
| 1956                               | Jean Stablinski     | Pierre Gouget                 | Jean-Pierre Schmitz                   |
| 1957                               | Jean Graczyk        | Louis Rostollan               | Norbert Verougstraete                 |
| Tour du Sud-Est                    |                     |                               |                                       |
| 1958                               | Bernard Gauthier    | Emmanuel Busto                | Roger Walkowiak                       |
| 1959                               | René Privat         | Raymond Mastrotto             | René Pavard                           |
| 1960                               | Tom Simpson         | Stéphane Lach                 | Valentin Huot                         |
| 1961                               | ej avhållet         | ej avhållet                   | ej avhållet                           |
| 1962                               | Gérard Thielin      | René Privat                   | Raymond Mastrotto                     |
| 1963                               | Jean-Claude Lebaube | Raymond Poulidor              | Henry Anglade                         |
| Circuit du Provençal               |                     |                               |                                       |
| 1964                               | Jean-Claude Annaert | Joseph Groussard              | Victor Van Schil                      |
| 1965                               | Federico Bahamontes | Jan Janssen                   | Tom Simpson                           |
| 1966-1982                          | ej avhållet         | ej avhållet                   | ej avhållet                           |
| Tour du Sud-Est                    |                     |                               |                                       |
| 1983                               | Jean-Marie Grezet   | Michel Laurent                | Pascal Simon                          |